# Саня Ілич
Саня Іліч, Александар Іліч (серб. Aleksandar Sanja Ilić/Александар Сања Илић; нар. 27 березня 1951, Белград, СФРЮ — 7 березня 2021) — сербський естрадний композитор і музикант-клавішник. Син композитора Міодрага Іліча. Правнук геолога Йована Жуйовича.